# Psichiatria forense
La psichiatria forense è il settore disciplinare che studia i risvolti medico-legali della psichiatria e le problematiche forensi che spesso si affrontano in campo penale e civile con soggetti affetti da patologia psichica. Si tratta di una scienza ausiliare della criminologia che spazia dalla giurisprudenza alla salute mentale, che fornisce un giudizio diagnostico-valutativo e prognostico. Tale giudizio serve a stabilire le condizioni mentali di un soggetto in riferimento a un particolare reato e ad un preciso momento del corso giudiziario.
Si sviluppa intorno al XIII e XIV secolo.

## Competenze
Gli psichiatri forensi lavorano con il giudice o il magistrato per valutare la competenza individuale di poter assistere ad un processo sulla base di un disturbo mentale o un'anomalia nonché per aggiungere eventuali raccomandazioni sulla sentenza finale. Tra gli aspetti trattati da questo settore disciplinare vi sono:
- la responsabilità professionale dello psichiatra, come il rischio di denuncia per sequestro di persona per TSO (Trattamento Sanitario Obbligatorio) non opportunamente e legittimamente prescritto o quello di denuncia di omissione di soccorso per un ricovero non effettuato, perché non ritenuto indispensabile dallo psichiatra, cui seguono atti auto- o etero-aggressivi.
- le attività connesse alle richieste del giudice o del difensore di perizia psichiatrica dell'imputato,[3] per valutare l'imputabilità, ovvero la capacità di comprendere e sostenere l'evento processuale, ed anche se, al momento in cui il fatto è stato commesso, il reo fosse in tale stato patologico mentale da diminuire totalmente o grandemente la sua capacità di intendere e di volere.[4]

Oltre a ciò, vi sono due principali aree di valutazione criminale nella psichiatria forense che sono la “valutazione delle competenze” e la “valutazione dello status mentale all'atto del delitto”:

### Valutazione delle competenze
Si tratta di una competenza di valutazione che serve a determinare se l'avvocato è capace mentalmente di difendere ed assistere un imputato. In America è una norma tassativamente prevista dal Quinto Emendamento della Costituzione degli Stati Uniti che garantisce il diritto da parte dell'imputato di essere presente al processo, di opporre valide giustificazioni all'accusa e di avere assistenza da un avvocato. In Inghilterra e Galles un simile diritto è cd. "fitness to plead".

### Valutazione delle testimonianze
Gli psichiatri forensi sono spesso nominati come periti sia nei procedimenti penali che civili per fornire un parere su uno specifico problema, spesso basato su rapporti e relazioni dettagliate prima di esprimerlo verbalmente al processo. Il tutto naturalmente corredato da un punto di vista neutrale.

### Valutazione dello status mentale all'atto del delitto
Per dare un parere al giudice sulla situazione mentale dell'imputato al momento del delitto ovvero se fosse capace di intendere e di volere, si ricorre a questo tipo di analisi. La terminologia varia da paese a paese ed è stata rifiutata da molti altri, ma in ogni contesto, la comprensione dell'intento criminale, e la comprensione di come ciò sia avvenuto, è fondamentale ai fini della conclusione del caso. Buona parte della psichiatria forense è orientata da rigide norme giuridiche che comprendono tre standard:
- M'Naghten rules: giustifica un imputato che, in virtù di un deficit di ragione o di un disturbo di mente, non conosceva la natura di ciò che stava facendo o non sapeva che era considerato un reato[6];
- Durham rule: giustifica un imputato la quale condotta è un risultato di un disturbo mentale o di un'altra anomalia[7];
- ALI test: giustifica un imputato che, a causa di un disturbo mentale o di un'anomalia, non dimostra di avere capacità tali da distinguere tra condotta normale e deviante o di conformarsi alla legge[8].

Essere considerato “Non colpevole per insanità mentale” è un possibile risultato per questo tipo di processi. Spesso la perizia è somministrata sia agli imputati che agli avvocati (difensori o della parte lesa).
Gli psichiatri forensi sono spesso coinvolti in casi di detenuti, che sperano di ottenere una revisione del processo o uno sconto di pena, a causa delle sindromi invalidanti della prigionia, o in casi di malati psichici o di persone con l'attributo di pericolosità sociale.

## Valutazione della recidiva
In passato molti imputati o sospettati di recidiva con problemi mentali o portatori di handicap, erano monitorati da un'équipe apposita formata da vari professionisti inclusi psicologi, infermieri ed assistenti sociali. L'équipe aveva il compito di promuovere il benessere degli utenti e garantire la sicurezza sociale delle vittime, il che non significava che potevano impedire il compimento di un reato quanto piuttosto sperare di prevederlo.
La valutazione della recidiva è a sua volta una branca della scienza forense che parte dall'idea che è possibile prevedere l'orientamento criminale tramite degli indicatori statici derivati a partire dalla storia personale di ciascun imputato e tramite strumenti appositi quali, ad es., RRASOR e Static-99 che si sono mostrati molto più accurati dei tradizionali strumenti di investigazione. Recentemente, si è fatto utilizzo anche dei fattori di rischio quali, ad es., l'attitudine, l'impulsività, la salute mentale, la famiglia e il contesto sociale, l'uso e l'abuso di sostanze, l'accessibilità e l'accettazione dei servizi sociali, per redigere una relazione accurata. L'obiettivo è di andare oltre la previsione, identificando e organizzando il trattamento penitenziario sui fattori di rischio. Ciò potrebbe determinare il concorso di attività di monitoraggio, risocializzazione, supervisione e tutela delle vittime nonché l'accessibilità di finanziamenti pubblici e di poteri speciali. Tali schemi possono essere basati su modelli di valutazione quali, ad es., il HCR-20 (10 Historical, 5 Clinical and 5 Risk Management factors) e il RSVP (Risk of Sexual Violence Protocol) dalla Simon Fraser University.

## Abilitazione professionale

### In America e in Inghilterra
Attualmente non è necessario superare un esame di stato per esercitare la professione di psichiatra forense, tuttavia molti aspiranti psichiatri forensi svolgono uno stage o un tirocinio formativo in una specifica area di interesse forense. Negli Stati Uniti, ad es., un anno di praticantato è sufficiente a quei aspiranti che hanno già completato con successo uno stage o un tirocinio formativo. In Inghilterra si richiede di espletare almeno tre anni di pratica prima di poter esercitare la professione. In altri paesi è prevista una formazione specifica anche dopo l'abilitazione.

## Prospettive sulla psichiatria forense
Gli standard deontologici variano da campo a campo in quanto tutto ciò che riferisce l'imputato è garantito dalla privacy; ciò rende la valutazione più difficile, in quanto lo psichiatra forense deve rilevare tutte le informazioni necessarie anche quelle che non rientrano nell'interesse del soggetto. In tal senso molti imputati non vedono di buon occhio gli psichiatri forensi In aggiunta, le tecniche forensi sono sensibilmente diverse da quelle tradizionali in quanto sono finalizzate a sondare la mente dell'uomo delinquente e dell'agente violento. In questo senso si dice in gergo che lo psichiatra forense è immerso in un “mondo anormale”.
Come già detto, la psichiatria forense soffre di diversi limiti rispetto alle altre branche della Scienza forense. C'è quindi bisogno di molta più formazione professionale e di attenzione, che al momento non trova riscontro nel mondo accademico.